# БА-5
БА-5— первый советский тяжелый бронеавтомобиль, построенный в 1935 году на Ижорском заводе в единственном опытном экземпляре.

## Конструкция
В начале 1930-х годов развитию бронеавтомобилей в СССР мешали ограничения, связанные с комплектацией на основе трёхосного шасси и маломощного двигателя ГАЗ-ААА, недостаточно мощных для тяжелобронированных моделей. Решение было найдено после освоения автозаводом ЗИС в 1934 году нового трёхосного неполноприводного (6 × 4) шасси ЗИС-6 с червячными задними мостами, обладавшего большей грузоподъёмностью. Это шасси позволяло спроектировать тяжёлый пушечный бронеавтомобиль массой свыше 6 тонн.
Первый советский тяжёлый бронеавтомобиль был разработан на заводе ЗИС в том же году. Основой проекта стало шасси ЗИС-6 с двумя задними ведущими мостами. На это шасси предполагалось устанавливать 6-цилиндровый карбюраторный двигатель ЗИС-5 мощностью 73 л. с. и 120-литровый топливный бак. В такой комплектации запас хода бронеавтомобиля по шоссе составлял 260 км, а максимальная скорость на шоссе — 50 км/ч. Трансмиссия механическая, с двухдисковым сцеплением сухого трения, 4-скоростной коробкой передач и демультипликатором, обеспечивающим высокую скорость при передвижении задним ходом.
Масса бронеавтомобиля составляла 8 тонн. Он имел сварной бронекорпус из плоских листов толщиной 4—9 мм, рассчитанный на экипаж из пяти (по другим данным, до шести) человек. Корпус полностью закрытый, для входа и выхода экипажа предназначались открывавшиеся вперёд двери в бортах на внешних петлях. В конструкции использовалась цилиндрическая башня от лёгкого танка Т-26, отличавшаяся от базовой модели отсутствием ниши. В кормовой части находился второй пост управления с рулём, педалями, сиденьем, смотровым люком и фарами.
Вооружение включало 45-мм орудие и спаренный с ним пулемёт ДТ в башне и ещё два таких же пулемёта в шаровых установках лобового листа корпуса и кормовой рубки. Боекомплект составлял, по одному источнику, 60 выстрелов для пушки и 3402 патрона для пулемётов, по другому — 114 выстрелов и 3000 патронов.

## Оценка проекта
Машина не пошла в производство и была построена в единственном экземпляре в 1935 году на Ижорском заводе, где также велась разработка для неё железнодорожного хода.
В специальном выпуске серии «Бронеколлекция» журнала «Моделист-конструктор» БА-5 получает невысокую оценку. Хотя его бронезащита была лучше, чем у среднего бронеавтомобиля БА-3, а вооружение мощнее, БА-5 оказался слишком габаритным и обладал невысокой проходимостью. Слабый двигатель ограничивал подвижность машины. При этом сочетание шасси и двигателя ЗИС-6 было более перспективным, а размеры при том же шасси могли быть уменьшены при более совершенной форме корпуса, не ослабляя или даже усиливая бронезащиту.